# ملاعلی گنابادی
نورعلیشاه ثانی (زاده: ۲۷ مرداد ۱۲۴۶ شمسی / ۱۷ ربیع‌الثانی ۱۲۸۴ قمری – درگذشت: ۲۷ آذر ۱۲۹۷ شمسی / ۱۵ ربیع‌الاول ۱۳۳۷ قمری) قطب سی و پنجم سلسله نعمت‌اللهی سلطان علیشاهی گنابادی و اهل ایران بود.

## زندگی‌نامه
ملا علی بیچاره بیدختی گنابادی، ملقب به «نور علی شاه» ثانی، در ۱۷ ربیع‌الثانی ۱۲۸۴ هجری قمری در بیدخت، به دنیا آمد. وی فرزند ملا سلطان‌محمد گنابادی (سلطان علیشاه) است. در سال ۱۲۸۶ هجری قمری، یعنی هنگامی که دو ساله بود، مادرش به علت ابتلا به بیماری وبا درگذشت. در نتیجه او تحت سرپرستی پدرش، بزرگ شد. در هفده سالگی به قصد ادامه تحصیل به دستور پدر به مشهد عزیمت کرد. اما به فکر افتاد که به تحقیق و تتبع در سایر بلاد بپردازد و در نتیجه پس از چند ماه به‌طور ناشناس، بدون وسایل و لوازم سفر به عزم سیاحت و خداجویی به سمت ترکستان حرکت می‌کند و در مدت هفت سال، غالب کشورها و سرزمین‌های اسلامی را در شرق و غرب می‌بیند. پس از هفت سال ریاضت و رنج سفر به گناباد بازگشت و به خدمت پدر وارد در سلوک الهی شد و به خلوت و ریاضت و شب بیداری روزگار سپری کرد؛ و در مدت ریاضت چنان مستغرق شد که توجهی به غیر نمی‌کرد.
وی پس از مدت‌ها ریاضت و چندین چله‌نشینی، به فرمان پدرش که قطب وقت سلسله نعمت‌اللهی سلطان علیشاهی گنابادی بود، رهبری سایر پیروان را بر عهده گرفت. آنگاه برای بار دوم به مشهد رفت. در سال ۱۳۱۸ هجری قمری بار دیگر به سفر حج رفت و در این راه با علمای شیعه و اهل سنت ملاقات کرد. در سال ۱۳۲۷ هجری قمری، پدرش فوت کرد و او بنابر وصیت پدرش 0صدور فرمانی در سال 1314 هجری قمری) به مقام قطبیت سلسله نعمت‌اللهی سلطان علیشاهی گنابادی رسید.
پس از فوت پدر، گرفتار ناملایمات و حوادث شد. از جمله پس از ۵۰ روز از فوت پدر، سالارخان، جانی بلوچ و راهزنان به گناباد آمده و وی و اهالی گناباد را غارت کردند.
سرانجام در سال ۱۳۳۶ هجری قمری، شبانه از گناباد به طرف تهران حرکت کرد و از آنجا به اراک و سپس بنابر دعوت برخی دراویش به کاشان رفت. اما در آنجا توسط ماشاءالله خان کاشی که از نایبیان کاشان بود، مسموم شد و به سرعت به سمت تهران حرکت کرد که در ۱۵ ربیع‌الاول ۱۳۳۷ قمری در کهریزک وفات یافت و در مقبره سعادت علیشاه در حرم شاه عبدالعظیم شهر ری به خاک سپرده شد.
این شعر از اوست:
| تا که گشتم بنده سلطان علی    |  | پا نهادم بر دنی و بر علی   |
| جمله عالم زنده از فیض من است |  | زانکه گشتم زنده از نور علی |

## آثار و کتب
- رافع‌الاحراض، در علم نحو و صرف و تصریف و اشتقاق
- معین‌الادراک در نحو
- مقلب القلوب در اثبات اسلام، تشیع و عرفان
- اختیار در هیئت
- نور الغیب در رد تمام مذاهب
- کتاب سهل و آسان، در صرف و نحو فارسی
- تنظیم که الفیه‌است به بحر رجز عربی در علم معانی و بیان و بدیع
- تذهیب التهذیب، شرح بر تهذیب المنطق
- کتاب کامل، در مطالب منطقیه
- مناهج الوصول، در شرح معالم الاصول
- کتاب حکوما، در علوم غریبه
- کتاب سلطان فلک سعادت، در الهی اخص، مشتمل بر کلام و حکمت و عرفان
- سلطنة الحسین، در مراثی
- کتاب قلزم، در اخبار و تواریخ مشتمل بر هفت جلد کبیر
- نجدالهدایه، در اختلاف مذاهب و ملل در ۱۲ جلد
- رجوم‌الشیاطین، تقریظ بر تفسیر بیان‌السعادة
- ذوالفقار، در اثبات حرمتِ کشیدن تریاک (دو مرتبه چاپ شده‌است)
- رساله صالحیه، مشتمل بر جمیع مطالب حکمیه و کلامیه و رموز و اسرار عرفانیه (سه مرتبه به چاپ رسیده‌است).
- رساله محمدیّه، در آداب شریعت، جلد اوّل
- خوبی نامه در تربیت کودکان

علاوه بر اینها کتبی است که استنساخ نشده مثل:نخبه و زادالحجاج و دم آدم و حسبان‌الحساب و رساله اسطرلاب و علویه و در کلام و نسخه‌ای در علم رمل و نسخه رمزی در صنعت و صحیفه مکاشفات. از این تالیفات رجوم الشیاطین، ذوالفقار، محمدیه، صالحیه، خوبی‌نامه و قلزم به طبع رسیده و کتب دیگر هنوز به طبع نرسیده‌است. از این بین رساله صالحیه را به لقب طریقتی فرزند و جانشین طریقتی خود صالح علیشاه نامگذاری کرده است.

## جانشینان

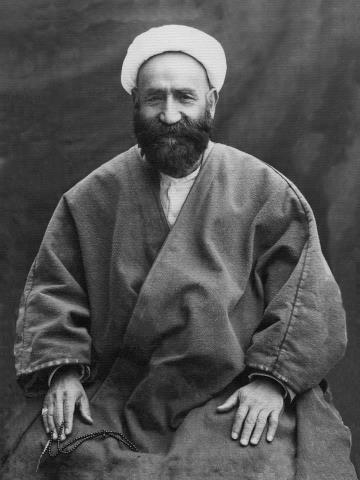
شیخ محمد حسن بیچاره بیدختی(صالح‌علیشاه)
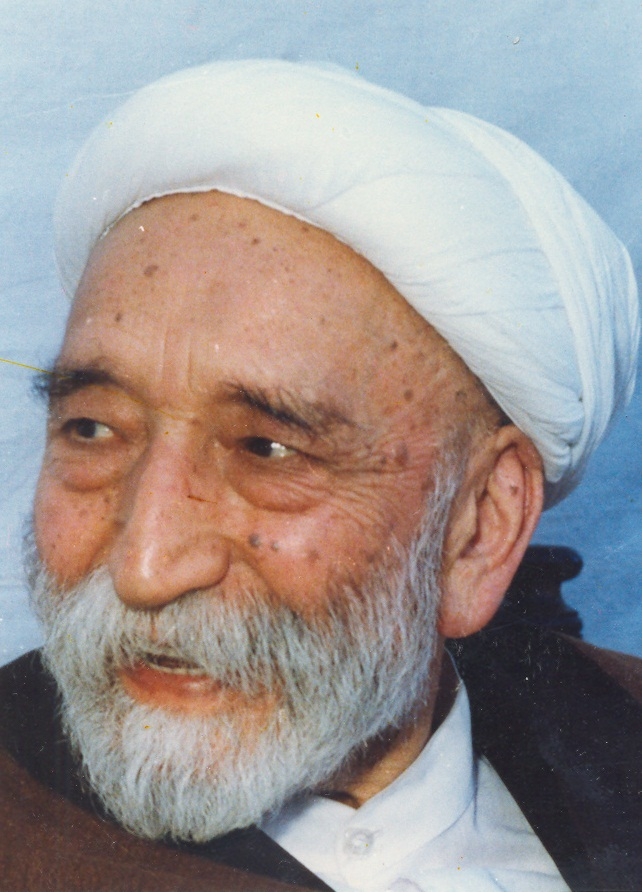
سلطانحسین تابنده(رضاعلیشاه ثانی)
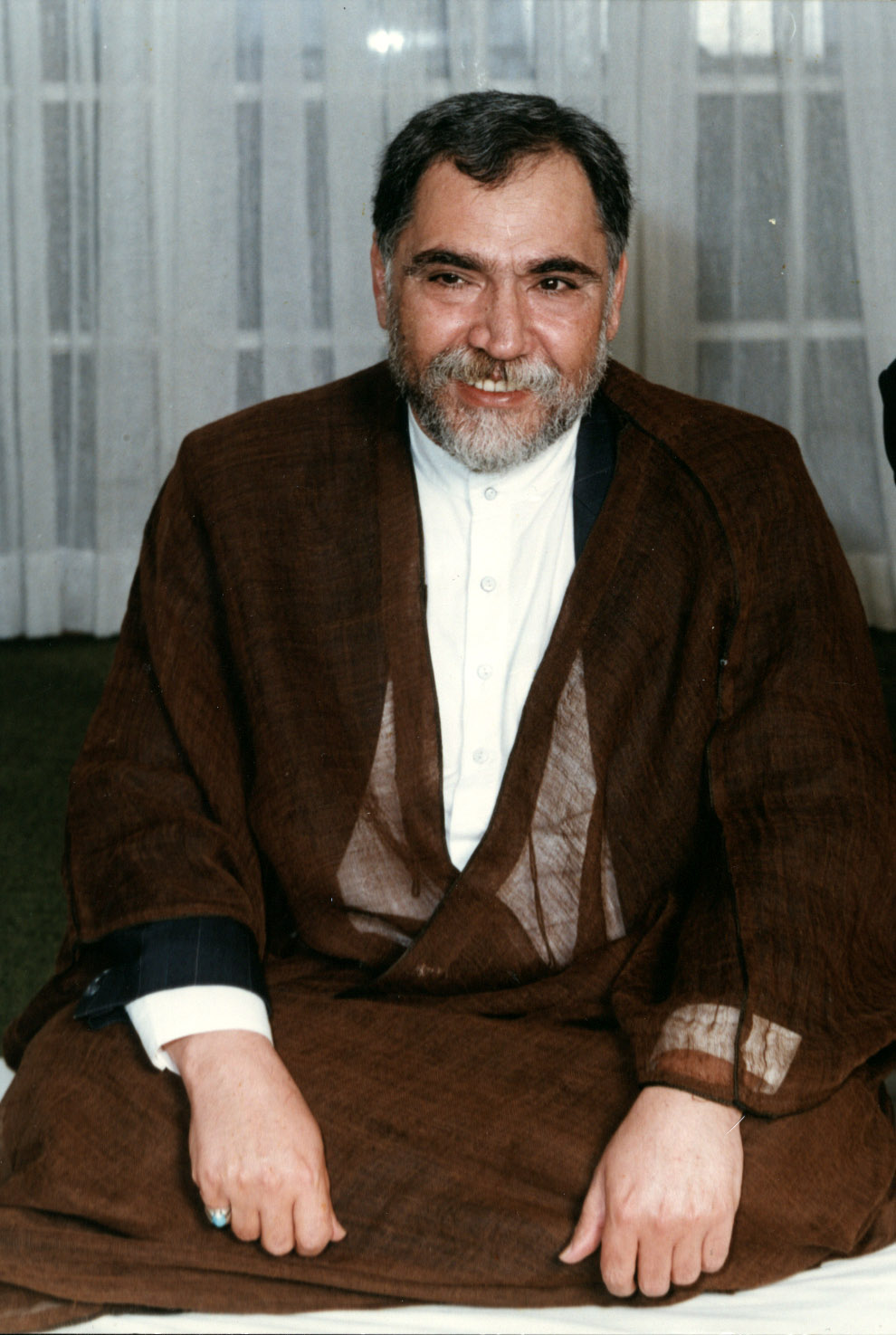
علی تابنده(محبوبعلیشاه)
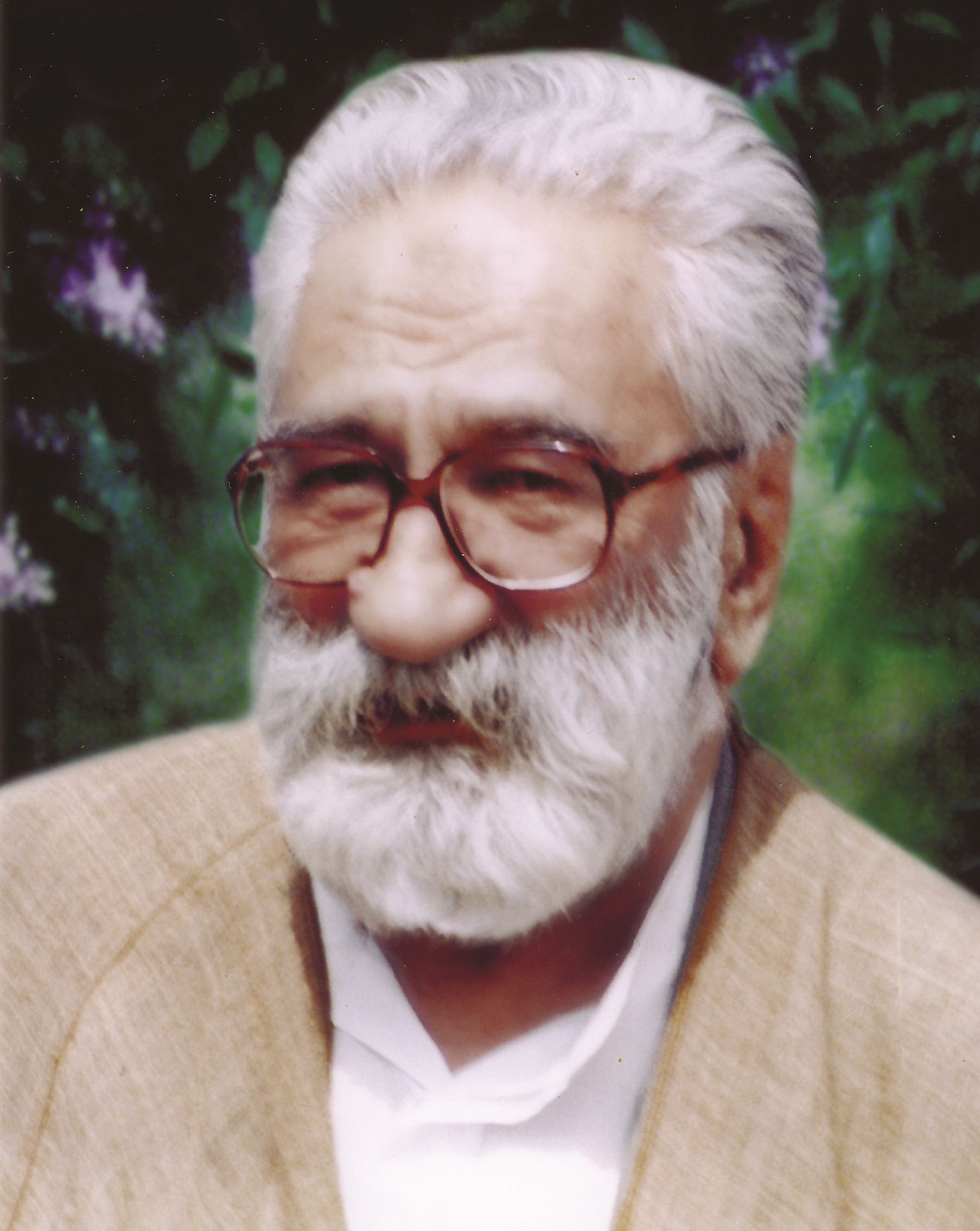
نورعلی تابنده(مجذوبعلیشاه)
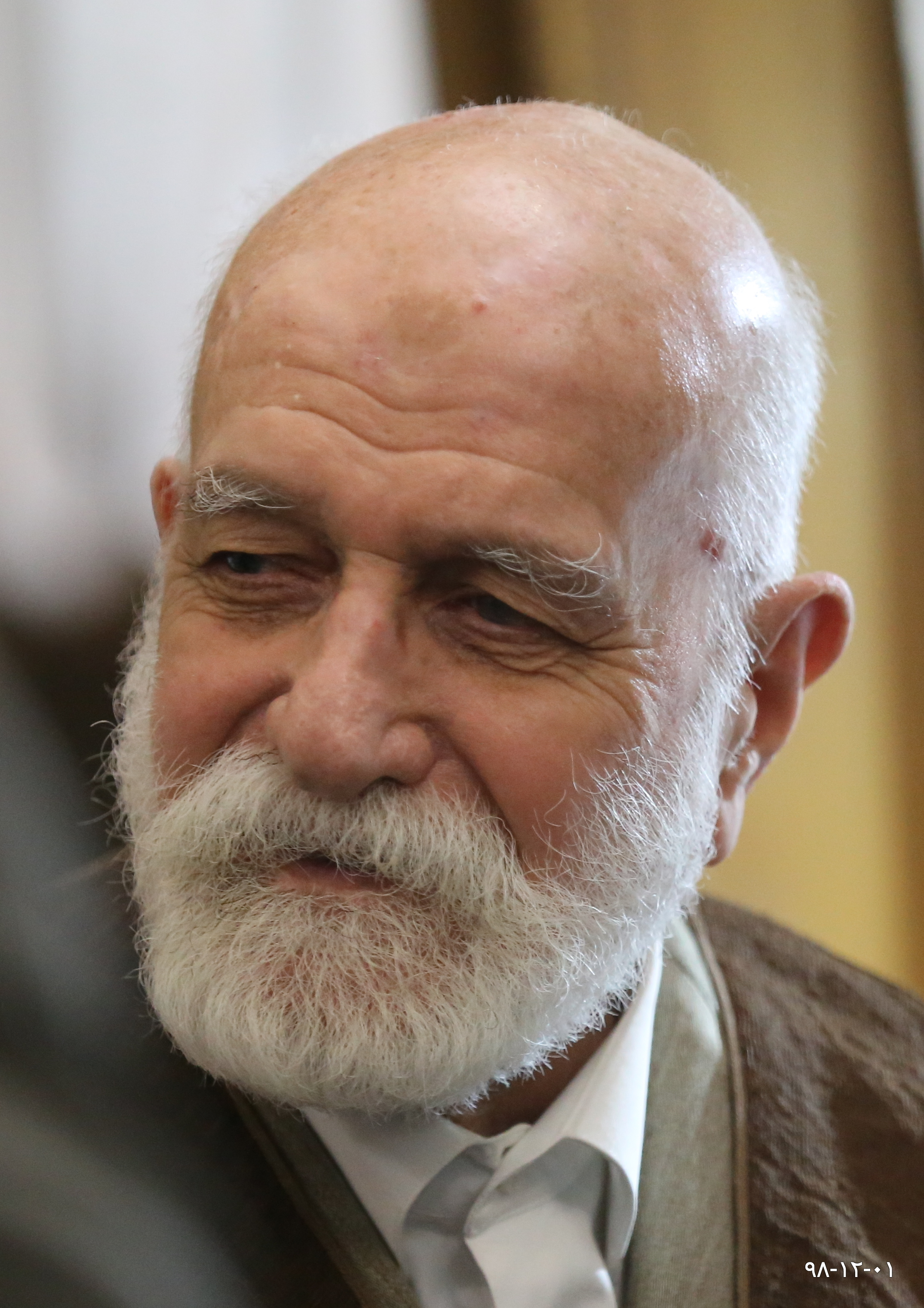
سیّد علیرضا جذبی اصفهانی(ثابت‌علیشاه)